# EHF Champions League 1995-96 (kvinder)
EHF Champions League 1995-96 for kvinder var den tredje EHF Champions League-turnering for kvinder. Turneringen blev arrangeret af European Handball Federation og havde deltagelse af 32 hold. Holdene spillede først to cup-runder (1/16- og 1/8-finaler). De otte vindere af 1/8-finalerne gik videre til et gruppespil, der bestod af to grupper med fire hold, hvorfra de to gruppevindere gik videre til Champions League-finalen.
Turneringen blev vundet af Podravka Koprivnica fra Kroatien, som i finalen over to kampe samlet vandt 38-37 over de forsvarende mestre fra Hypo Niederösterreich. Det danske mesterhold, Viborg HK, repræsenterede Danmark i turneringen og formåede som det første danske hold at nå gruppespillet, hvor holdet endte på tredjepladsen i gruppe B.

## Resultater

### 1/16-finaler
| Dato    | Dato    | Hjemmehold i 1. kamp     | Hjemmehold i 2. kamp      | Resultat | Resultat | Resultat |
| 1. kamp | 2. kamp | Hjemmehold i 1. kamp     | Hjemmehold i 2. kamp      | 1. kamp  | 2. kamp  | Samlet   |
| ------- | ------- | ------------------------ | ------------------------- | -------- | -------- | -------- |
| 7.10.   | 9.10.   | El Osito Eliana Valencia | Dnjestr Tiraspol          | 44-13    | 41-13    | 85–26    |
| 7.10.   | 8.10.   | SG WAT Fünfhaus          | Akwes Burgas              | 24-25    | 23-20    | 47–45    |
| 7.10.   | 14.10.  | Viborg HK                | Initia HC Hasselt         | 26-15    | 24-17    | 50–32    |
| 7.10.   | 14.10.  | Ferencvarosi TC          | Rotor Volgograd           | 23-16    | 24-26    | 47–42    |
| 8.10.   | 15.10.  | Hypo Niederösterreich    | MKS Montex Lublin         | 34-20    | 22-15    | 56–35    |
| 7.10.   | 15.10.  | Podravka Koprivnica      | LC Brühl                  | 31-14    | 26-19    | 57–33    |
| 14.10.  | 15.10.  | TUS Walle Bremen         | Martve Tbilisi            | 42-16    | 46-14    | 88–30    |
| 8.10.   | 10.10.  | Bækkelagets SK           | Hapoel Rishon LeZion      | 45-10    | 36-16    | 81–26    |
| 7.10.   | 15.10.  | ASPTT Metz               | Novesta Zlín              | 24-24    | 30-14    | 54–38    |
| 7.10.   | 9.10.   | TMO Ankara               | CS Oltchim Ramnicu Valcea | 15-35    | 14-30    | 29–65    |
| 8.10.   | 14.10.  | Slovan Duslo Šaľa        | Motor Zaporizjzja         | 25-22    | 17-26    | 42–48    |
| 7.10.   | 8.10.   | Club Sports da Madeira   | ŽRK Budućnost             | 15-20    | 20-27    | 35–47    |
| 7.10.   | 14.10.  | RK Kometal Gjorče Petrov | Visa Swift Roermond       | 27-19    | 24-24    | 51–43    |
| 7.10.   | 15.10.  | UMF Stjarnan             | GAS Anagenesi Artas       | 24-16    | 19-30    | 43–46    |
| [ 1 ]   | [ 1 ]   | Politechnik Minsk        | PF Cassano Magnago ASD    | [ 1 ]    | [ 1 ]    | [ 1 ]    |
| [ 2 ]   | [ 2 ]   | Krim Electa Ljubljana    | Khalita Baku              | [ 2 ]    | [ 2 ]    | [ 2 ]    |

### 1/8-finaler
| Dato    | Dato    | Hjemmehold i 1. kamp      | Hjemmehold i 2. kamp     | Resultat | Resultat | Resultat |
| 1. kamp | 2. kamp | Hjemmehold i 1. kamp      | Hjemmehold i 2. kamp     | 1. kamp  | 2. kamp  | Samlet   |
| ------- | ------- | ------------------------- | ------------------------ | -------- | -------- | -------- |
| 11.11.  | 12.11.  | GAS Anagenesi Artas       | Podravka Koprivnica      | 17-43    | 21-29    | 38–72    |
| 12.11.  | 19.11.  | ŽRK Budućnost             | Hypo Niederösterreich    | 20-17    | 18-30    | 38–47    |
| 11.11.  | 19.11.  | ASPTT Metz                | Ferencvarosi TC          | 21-25    | 18-31    | 39–56    |
| 11.11.  | 19.11.  | RK Kometal Gjorče Petrov  | El Osito Eliana Valencia | 27-22    | 18-27    | 45–49    |
| 11.11.  | 18.11.  | Motor Zaporizjzja         | Bækkelagets SK           | 17-18    | 19-19    | 36–37    |
| 18.11.  | 19.11.  | Politechnik Minsk         | TUS Walle Bremen         | 22-32    | 15-26    | 37–58    |
| 12.11.  | 19.11.  | Krim Electa Ljubljana     | Viborg HK                | 25-18    | 15-22    | 40–40    |
| 11.11.  | 19.11.  | CS Oltchim Ramnicu Valcea | SG WAT Fünfhaus          | 32-18    | 33-16    | 65–34    |

### Gruppespil

#### Gruppe A
| Dato  | Kamp                                           | Res.  |
| ----- | ---------------------------------------------- | ----- |
| 13.1. | Bækkelagets SK - El Osito Eliana Valencia      | 20-25 |
| 14.1. | Podravka Koprivnica - TUS Walle Bremen         | 30-34 |
| 21.1. | El Osito Eliana Valencia - Podravka Koprivnica | 22-23 |
| 21.1. | TUS Walle Bremen - Bækkelagets SK              | 25-21 |
| 10.2. | TUS Walle Bremen - El Osito Eliana Valencia    | 24-23 |
| 11.2. | Bækkelagets SK - Podravka Koprivnica           | 26-21 |
| 18.2. | Bækkelagets SK - TUS Walle Bremen              | 23-24 |
| 18.2. | Podravka Koprivnica - El Osito Eliana Valencia | 28-20 |
| 24.3. | El Osito Eliana Valencia - Bækkelagets SK      | 26-20 |
| 24.3. | TUS Walle Bremen - Podravka Koprivnica         | 16-26 |
| 31.3. | El Osito Eliana Valencia - TUS Walle Bremen    | 27-26 |
| 31.3. | Podravka Koprivnica - Bækkelagets SK           | 25-18 |

| Hold                     | Kampe | Mål     | Point |
| ------------------------ | ----- | ------- | ----- |
| Podravka Koprivnica      | 6     | 153-126 | 10    |
| El Osito Eliana Valencia | 6     | 143-141 | 6     |
| TUS Walle Bremen         | 6     | 139-150 | 6     |
| Bækkelagets SK           | 6     | 128-146 | 2     |

#### Gruppe B
| Dato  | Kamp                                            | Res.  |
| ----- | ----------------------------------------------- | ----- |
| 13.1. | CS Oltchim Raminicu Valcea - Ferencvarosi TC    | 26-26 |
| 14.1. | Viborg HK - Hypo Niederösterreich               | 19-24 |
| 20.1. | Ferencvarosi TC - Viborg HK                     | 26-22 |
| 21.1. | Hypo Niederösterreich - Oltchim Raminicu Valcea | 23-18 |
| 10.2. | CS Oltchim Raminicu Valcea - Viborg HK          | 17-21 |
| 11.2. | Hypo Niederösterreich - Ferencvarosi TC         | 24-21 |
| 17.2. | Viborg HK - Ferencvarosi TC                     | 24-25 |
| 17.2. | Oltchim Raminicu Valcea - Hypo Niederösterreich | 17-30 |
| 23.3. | Hypo Niederösterreich - Viborg HK               | 28-19 |
| 23.3. | Ferencvarosi TC - CS Oltchim Raminicu Valcea    | 29-23 |
| 30.3. | Viborg HK - CS Oltchim Raminicu Valcea          | 35-21 |
| 31.3. | Ferencvarosi TC - Hypo Niederösterreich         | 18-18 |

| Hold                      | Kampe | Mål     | Point |
| ------------------------- | ----- | ------- | ----- |
| Hypo Niederösterreich     | 6     | 147-112 | 11    |
| Ferencvarosi TC           | 6     | 145-137 | 8     |
| Viborg HK                 | 6     | 140-141 | 4     |
| CS Oltchim Ramnicu Valcea | 6     | 122-164 | 1     |

### Finale
| Dato    | Dato    | Hjemmehold i 1. kamp  | Hjemmehold i 2. kamp | Resultat | Resultat | Resultat |
| 1. kamp | 2. kamp | Hjemmehold i 1. kamp  | Hjemmehold i 2. kamp | 1. kamp  | 2. kamp  | Samlet   |
| ------- | ------- | --------------------- | -------------------- | -------- | -------- | -------- |
| 4.5.    | 11.5.   | Hypo Niederösterreich | Podravka Koprivnica  | 17-13    | 20-25    | 37–38    |